# Jessie James
Jessica Rose James, também conhecida como Jessie James (nascida em 12 de abril de 1988), é uma cantora e compositora norte-americana de música pop.

## Biografia
Jessie nasceu em uma base militar na Itália, em 1988. Jessie e sua família retornou à Geórgia logo depois. Mais tarde, ela gravou sua primeira demo, que chegou aos ouvidos do presidente da gravadora Mercury Records, assinou contrato com a gravadora e preparada para gravar seu primeiro álbum com a renomada compositora Kara DioGuardi.

## Carreira musical
O primeiro single do seu álbum seria chamado Wanted, publicado em 12 de abril de 2009, coincidindo com o aniversário de Jessie, completando 21 anos. Sua canção "Blue Jeans" foi parte da trilha sonora do filme Confessions of a Shopaholic. Em junho de 2009, ela anunciou que seria a responsável pela abertura da turnê do grupo norte-americano Jonas Brothers.

## Discografia
álbuns
| Ano  | Detalhes do Álbum | Melhores posições | Melhores posições | Melhores posições | Vendas      |
| Ano  | Detalhes do Álbum | US                | US Country        | NZ Heat           | Vendas      |
| ---- | --- | ----------------- | ----------------- | ----------------- | ----------- |
| 2009 | Jessie James - Lançamento: 11 de agosto de 2009 - Formato(s): CD, download Digital - Gravadora(s): Mercury Records    | 23                | —                 | —                 | - : 120.000 |
| 2017 | Southern Girl City Lights - Lançamento: 13 de outubro de 2017 - Formato(s): CD, download Digital - Gravadora(s): Epic | 18                | 1                 | 9                 | - : 21.000  |

EP
| Ano  | Detalhes do Álbum                                                                                          | Melhores posições | Melhores posições | Melhores posições | Vendas                   |
| Ano  | Detalhes do Álbum                                                                                          | US                | US Country        | US Indie          | Vendas                   |
| ---- | --- | ----------------- | ----------------- | ----------------- | ------------------------ |
| 2014 | Comin' Home - Lançamento: 18 de abril de 2014 - Formato(s): download Digital - Gravadora(s): 19 Recordings | 28                | 5                 | 4                 | - Estados Unidos: 50 000 |

Singles
- "Wanted"
- "I Look So Good (Without You)"
- "My Cowboy"

Turnês
- Jonas Brothers World Tour 2009
- Full Moon Crazy Tour